# 279e régiment d'artillerie
Pour les articles homonymes, voir 279e régiment.
Le 279e régiment d'artillerie de campagne (279e RAC) est une unité militaire française qui a existé pendant quelques mois à la fin de la Première Guerre mondiale sans avoir le temps d'être engagé au combat.

## Création et différentes dénominations
- 9 août 1918 : régiment F
- 25 août 1919 : 279e régiment d'artillerie de campagne
- 21 novembre 1918 : dissous

## Chefs de corps
Le régiment est provisoirement commandé par le capitaine Campenon puis par le chef d'escadron Huber à partir du 1er septembre 1918.

## Historique
Le 279e régiment d'artillerie de campagne (désigné Régiment F du 9 au 24 août) est formé en août 1919 par le centre d'organisation de l'artillerie de Nemours.
Destiné à devenir un régiment d'artillerie portée, le régiment est provisoirement organisé comme un régiment d'artillerie de position. À partir de septembre, il effectue des écoles de tir à Fontainebleau.
Le régiment, dont la transformation en régiment d'artillerie portée n'a pas eu lieu, est dissous le 21 novembre 1918 par décision du 16 novembre. Tous les états-majors de groupe sont dissous et les batteries sont constituées en batteries à pied indépendantes,.